# 1687 en arts plastiques
| Années des arts plastiques : 1684 - 1685 - 1686 - 1687 - 1688 - 1689 - 1690    |
| Décennies des arts plastiques : 1650 - 1660 - 1670 - 1680 - 1690 - 1700 - 1710 |

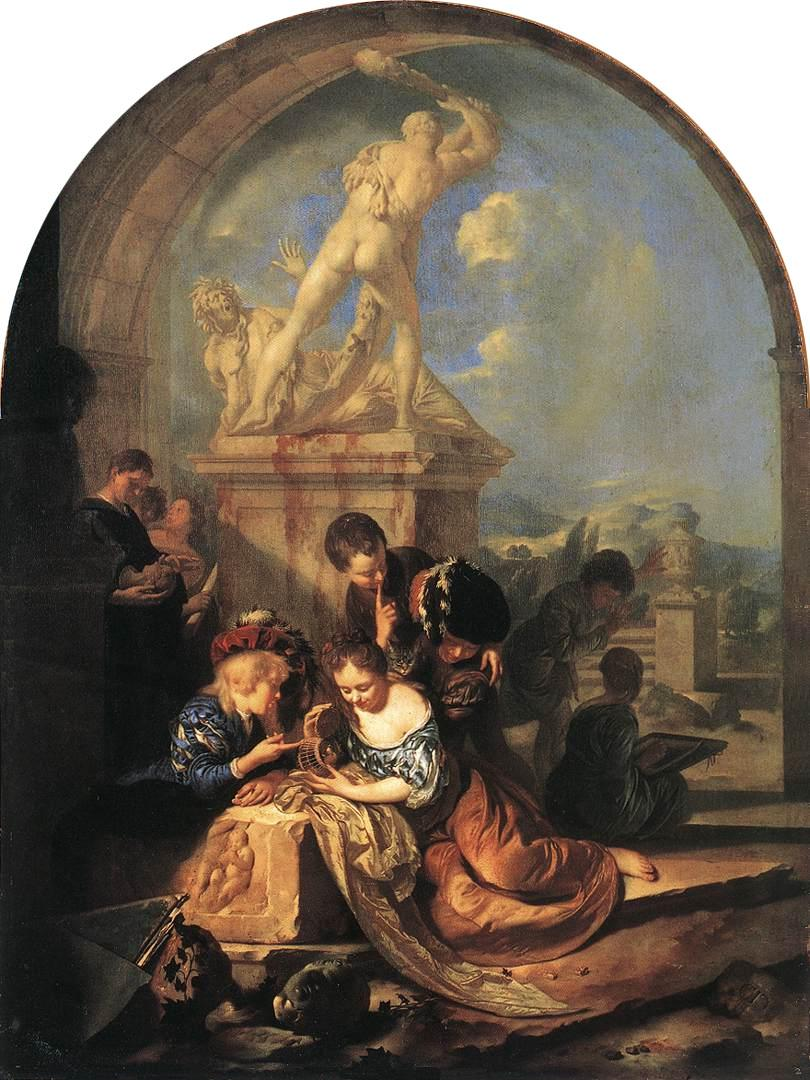
Enfants jouant devant le groupe d'Hercule, peinture d'Adriaen van der Werff.

Cette page concerne l'année 1687 en arts plastiques.

## Naissances
- 20 mai : Domenico Pecchio, peintre italien († 14 avril 1760),
- ? décembre : Giovanni Battista Cimaroli, peintre italien du baroque tardif († 1771),
- ? :
  - Pietro Anderlini, peintre italien († 1755),
  - Jean Duvivier, graveur en monnaies et médailles français († 1761),
  - Giovanni Battista Pittoni, peintre rococo italien († 1767),
  - Ferdinando Porta, peintre italien  du baroque tardif († 1763).

## Décès
- 3 février : Bernhard Keil, peintre danois (° 1624),
- 24 juin : Samuel-Jacques Bernard, peintre et graveur français (° 8 novembre 1615),
- 10 septembre : Willem Wissing, peintre portaitiste hollandais (° 1656),
- ? : Franz Friedrich Franck, peintre allemand (° 1627).